# Grammostola rosea

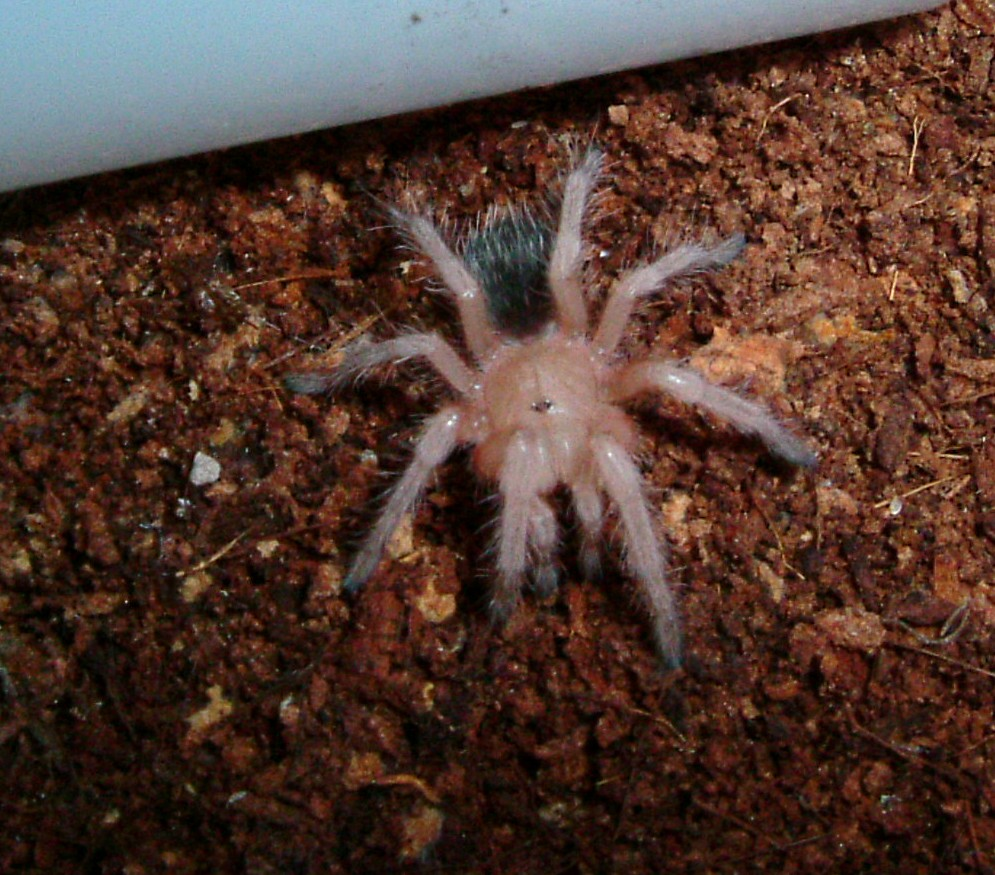
Spiderling.

Grammostola rosea, còn được gọi là "Nhện Red G.rose" hay "Chilean Rose Tarantula, là một loài nhện lông lá lớn ăn thịt chim (tarantula) sống trên mặt đất có nguồn gốc từ hoang mạc Atacama của Chile. Giống như loài tarantula đầu gối đỏ Mexico, tương tự như các tarantula khác, chúng rất phổ biến để nuôi làm cảnh, sở dĩ là do chúng khá rẻ và khá thụ động. Ngoài ra, chúng còn rất dễ chăm sóc. Hàng trăm con nhện con sẽ chui ra khỏi kén sau 8 tuần. Độ tuổi của con cái có thể đạt tới khoảng 20 tuổi, mặc dù chúng phát triển rất chậm. Loài vật này phát triển đến khoảng 6 cm và đạt trạng thái trưởng thành sau khoảng 5-6 năm.

## Môi trường sống
Nhện tarantula Chi-lê sống ở những khu vực khá khô cằn, như bán sa mạc và sa mạc, nơi chúng đào hang nông hoặc sống giữa các bụi rậm. Trong điều kiện nuôi nhốt chúng cần nhiệt độ từ 25 đến 30 °C và độ ẩm từ 60 đến 70%. Độ ẩm hơn 80% có thể gây tử vong cho những loài động vật này.

## Thức ăn
Cũng như các loài tarantula khác, thức ăn của nhện tarantula Chile chủ yếu bao gồm côn trùng; con trưởng thành đôi khi ăn cả chuột làm tổ.

## Tập tính phòng vệ
Loài nhện này được biết đến là loài rất bình tĩnh và không muốn tấn công hoặc phóng lông cay khi cảm thấy bị đe dọa. Thay vào đó, chúng sẽ cố gắng chạy trốn khỏi nguy hiểm và chỉ sử dụng cơ chế phòng thủ như một phương án cuối cùng. Tuy nhiên, phải luôn cẩn thận với tình huống ngoài dự kiến, vì hiểm hoạ có thể xảy ra nhanh chóng. Hiểm hoạ đó là khi bị nhện cắn hoặc khi nhện bị rơi xuống (nếu nhện rơi từ độ cao lớn), bụng của chúng sẽ bung ra.